# Главное квантовое число
Главное квантовое число — целое число, для водорода и водородоподобных атомов определяет возможные значения энергии. В случаях сложных атомов нумерует уровни энергии с фиксированным значением азимутального (орбитального) квантового числа {\displaystyle l}:
{\displaystyle n=l+1,\ l+2,\ l+3,\ \ldots .}
Является первым в ряду квантовых чисел, который включает в себя главное, орбитальное и магнитное квантовые числа, а также спин. Эти четыре квантовых числа определяют уникальное состояние электрона в атоме (его волновую функцию). При увеличении главного квантового числа возрастает энергия электрона. Максимальное возможное значение главного квантового числа для электронов атома элемента в основном состоянии равно номеру периода элемента.
Главное квантовое число обозначается как {\displaystyle n}. Исторически энергетическим уровням атомов были приписаны обозначения {\displaystyle K,L,M,N,O,P,Q}. Эти обозначения используются параллельно с указанием значений главного квантового числа {\displaystyle n}. Так, {\displaystyle K}-оболочкой называется энергетический уровень, для которого {\displaystyle n=1}, {\displaystyle L}-оболочкой — энергетический уровень с {\displaystyle n=2} и т. д.
Главное квантовое число связано с радиальным квантовым числом, nr, выражением:
{\displaystyle n=n_{r}+\ell +1\,}
где ℓ — орбитальное квантовое число и nr равно числу узлов радиальной части волновой функции. Наибольшее возможное число электронов на энергетическом уровне с учётом спина электрона определяется по формуле {\displaystyle N=2n^{2}}.